# 生き屏風
『生き屏風』（いきびょうぶ）は、田辺青蛙による日本の怪奇小説であり、連作短編でもある。角川ホラー文庫（角川書店）より2008年10月に刊行された。3編の短編作品が収録されており、表題作の「生き屏風」は第15回日本ホラー小説大賞短編賞を受賞している。

## 収録内容

### 生き屏風
県境に住む妖鬼・皐月の元に近所の酒屋からある依頼が持ち込まれる。一昨年に死んだ酒屋の奥方の霊が憑いた屏風の話し相手をしてほしいという。気が向かず依頼を断ろうとする皐月に対し、依頼を伝えた酒屋の小間使いは皐月が飼っている寝床の馬・布団を馬質にして脅す。仕方なく依頼を受けた皐月は、布団と一緒にしばらくの間酒屋で暮らすことになる。

### 猫雪
家業を弟に継がして暇を持て余している男・次郎は、庭に1匹の猫を見かける。暇だった次郎は猫に話しかけていた。すると猫がしゃべり始めた。夢うつつだった次郎は、そのことに特に疑問を持つこともなく会話を続ける。会話の中で何になりたいか尋ねられた次郎は、雪になりたいと答える。

### 狐妖の宴
皐月の元を若い娘が訪れ、思い人と恋仲になるために惚れ薬を調合してほしいと頼まれる。しかし皐月は惚れ薬の調合方法は知らないし、自身も恋人がいたことがないため、娘の相談に乗ることができなかった。困った皐月は、色恋沙汰に詳しい狐妖・銀華に相談することを提案する。